# Claude Mathieu
Claude Mathieu, née le 8 février 1952 à Mont-Saint-Aignan, est une actrice française de théâtre, sociétaire honoraire de la Comédie-Française.

## Biographie
Claude Mathieu commence sa formation théâtrale en 1971, au conservatoire de Rouen. En 1976, elle entre au Conservatoire national supérieur d'art dramatique où elle est l’élève de Marcel Bluwal et d’Antoine Vitez. Dès sa sortie, en 1979, elle est engagée à la Comédie-Française dont elle devient sociétaire en 1985, doyenne en 2017 et sociétaire honoraire en 2024.

## Distinctions
- Chevalière de l'ordre national du Mérite.
- Chevalière de l'ordre des Arts et des Lettres.

## Filmographie
- 1976 : Les Mystères de Loudun (téléfilm) de Gérard Vergez : Ursule
- 1979 : Par-devant notaire, segment Le Bout du monde (téléfilm) de Joseph Drimal : Adèle
- 1979 : Les Amours de la Belle Epoque, segment Le Maître des forges (série télévisée) de Dominique Giuliani : Claire
- 2012 : Mauvaise fille de Patrick Mille : la dame de l'ascenseur
- 2014 : La Forêt (téléfilm) d'Arnaud Desplechin : Oulita
- 2015 : Trois souvenirs de ma jeunesse d'Arnaud Desplechin : Cassandre, la secrétaire de Béhanzin
- 2015 : Maryline de Guillaume Gallienne : Hélène
- 2021 : Guermantes de Christophe Honoré : elle-même
- 2025 : La Vie devant moi de Nils Tavernier : Marta

## Théâtre

### Hors Comédie-Française
- 1975 : La Boutique de Jeannine Worms, mise en scène Philippe Strubelle
- 1975 : Jacques le Fataliste de Denis Diderot, mise en scène Alain Bezu
- 1975 : La Fausse Suivante de Marivaux, mise en scène Bertrand Bonvoisin
- 1975 : Dom Juan revient de guerre d'Ödön von Horváth, mise en scène Marcel Bluwal, Théâtre de l'Est parisien
- 1976 : La Double Inconstance de Marivaux, mise en scène Jacques Rosner, Théâtre des Bouffes du Nord
- 1978 : Fugue en mineur(e) de Pierre Léaud, mise en scène Pierre Romans, Petit Odéon
- 1980 : Du côté des îles de Pierre Laville, mise en scène Jacques Rosner, Théâtre national de l'Odéon
- 1980 : L'Illusion comique de Corneille, mise en scène Pierre Romans, Théâtre de la Commune
- 1981 : Le Misanthrope de Molière, mise en scène André Steiger, Comédie de Genève
- 1990 : Aïda vaincue de René Kalisky, mise en scène Patrice Kerbrat, Théâtre national de la Colline
- 1991 : Un mari d'Italo Svevo, mise en scène Jacques Lassalle, Théâtre national de la Colline

### Comédie-Française
- Entrée à la Comédie-Française le 1er septembre 1979
- Sociétaire le 1er janvier 1985
- 474e sociétaire
- Doyenne le 1er janvier 2017
- 1979 : Les Trois Sœurs d'Anton Tchekhov, mise en scène Jean-Paul Roussillon, Comédie-Française au Théâtre national de l'Odéon puis Salle Richelieu
- 1979 : L'Avare de Molière, mise en scène Jean-Paul Roussillon
- 1979 : Dave au bord de mer de René Kalisky, mise en scène Antoine Vitez, Comédie-Française au Théâtre national de l'Odéon
- 1980 : Tartuffe de Molière, mise en scène Jean-Paul Roussillon
- 1981 : Les Cenci d'Antonin Artaud, mise en scène Jacques Baillon, Comédie-Française au Théâtre national de l'Odéon
- 1982 : Marie Tudor de Victor Hugo, mise en scène Jean-Luc Boutté
- 1983 : Amphitryon de Molière, mise en scène Philippe Adrien
- 1984 : Cinna de Corneille, mise en scène Jean-Marie Villégier
- 1984 : La Mort de Sénèque de Tristan L'Hermite, mise en scène Jean-Marie Villégier
- 1985 : L'Imprésario de Smyrne de Carlo Goldoni, mise en scène Jean-Luc Boutté
- 1986 : Le Menteur de Corneille, mise en scène Alain Françon
- 1986 : Le Bourgeois gentilhomme de Molière, mise en scène Jean-Luc Boutté
- 1987 : Polyeucte de Corneille, mise en scène Jorge Lavelli
- 1988 : Comme il vous plaira de William Shakespeare, mise en scène Lluís Pasqual (es)
- 1988 : Le Véritable Saint Genest, comédien et martyr de Jean de Rotrou, mise en scène André Steiger
- 1989 : La Folle Journée ou le Mariage de Figaro de Beaumarchais, mise en scène Antoine Vitez
- 1989 : Amour pour amour de William Congreve, mise en scène André Steiger
- 1990 : La Vie de Galilée de Bertolt Brecht, mise en scène Antoine Vitez
- 1991 : Un mari d'Italo Svevo, mise en scène Jacques Lassalle, Comédie-Française au Théâtre national de la Colline
- 1993 : L'Impromptu de Versailles et Les Précieuses ridicules de Molière, mise en scène Jean-Luc Boutté
- 1993 : Les Amants puérils de Fernand Crommelynck, mise en scène Muriel Mayette, Théâtre du Vieux-Colombier
- 1994 : L'Impromptu de Versailles de Molière, mise en scène Jean-Luc Boutté, TNP Villeurbanne, La Criée
- 1994 : La Glycine de Serge Rezvani, mise en scène Jean Lacornerie, Théâtre du Vieux-Colombier
- 1995 : La Double Inconstance de Marivaux, mise en scène Jean-Pierre Miquel, Théâtre du Vieux-Colombier
- 1996 : Tite et Bérénice de Corneille, mise en scène Patrick Guinand, Théâtre du Vieux-Colombier
- 1996 : Mithridate de Racine, mise en scène Daniel Mesguich, Théâtre du Vieux-Colombier
- 1997 : La Vie parisienne de Jacques Offenbach, mise en scène Daniel Mesguich
- 1998 : Agatha de Marguerite Duras, mise en scène Alison Hornus, Studio-Théâtre
- 1998 : Arcadia de Tom Stoppard, mise en scène Philippe Adrien, Théâtre du Vieux-Colombier
- 1998 : La Tempête de William Shakespeare, mise en scène Daniel Mesguich
- 1999 : L'Île morte de René Zahnd, mise en scène Henri Ronse, Théâtre du Vieux-Colombier
- 1999 : Andromaque de Racine, mise en scène Daniel Mesguich, Théâtre du Vieux-Colombier
- 1999 : Arcadia de Tom Stoppard, mise en scène Philippe Adrien, Théâtre du Vieux-Colombier
- 2000 : Va donc chez Törpe de François Billetdoux, mise en scène Georges Werler, Théâtre du Vieux-Colombier
- 2000 : Oublier de Marie Laberge, mise en scène Daniel Benoin, Théâtre du Vieux-Colombier
- 2001 : Andromaque de Racine, mise en scène Daniel Mesguich, Salle Richelieu
- 2002 : Courteline au Grand-Guignol d'après Un client sérieux de Georges Courteline, mise en scène Nicolas Lormeau, Studio-Théâtre
- 2003 : Quatre quatuors pour un week-end de Gao Xingjian, mise en scène de l'auteur, Théâtre du Vieux-Colombier
- 2003 : Esther de Racine, mise en scène Alain Zaepffel
- 2004 : Le Privilège des chemins de Fernando Pessoa, mise en scène Éric Génovèse, Studio-Théâtre
- 2004 : Place des Héros de Thomas Bernhard, mise en scène Arthur Nauzyciel
- 2005 : Place des héros de Thomas Bernhard, mise en scène Arthur Nauzyciel, CDDB-Théâtre de Lorient
- 2005 : Le Cid de Corneille, mise en scène Brigitte Jaques-Wajeman
- 2006 : Il campiello de Carlo Goldoni, mise en scène Jacques Lassalle
- 2008 : Douce Vengeance et autres sketches de Hanokh Levin, mise en scène Galin Stoev, Studio-Théâtre
- 2008 : Fantasio d'Alfred de Musset, mise en scène Denis Podalydès
- 2008 : Figaro divorce d'Ödön von Horváth, mise en scène Jacques Lassalle
- 2009 : La Grande Magie d'Eduardo De Filippo, mise en scène Dan Jemmett
- 2009 : Il campiello de Carlo Goldoni, mise en scène Jacques Lassalle
- 2009 : Les affaires sont les affaires d'Octave Mirbeau, mise en scène Marc Paquien, Théâtre du Vieux-Colombier
- 2010 : Fantasio d'Alfred de Musset, mise en scène Denis Podalydès
- 2010 : La Grande Magie d'Eduardo De Filippo, mise en scène Dan Jemmett
- 2011 : Les Joyeuses Commères de Windsor de William Shakespeare, mise en scène Andrés Lima
- 2011 : La Pluie d'été de Marguerite Duras, mise en scène Emmanuel Daumas, Théâtre du Vieux-Colombier
- 2011 : Un fil à la patte de Georges Feydeau, mise en scène Jérôme Deschamps
- 2012 : Erzuli Dahomey, déesse de l'amour de Jean-René Lemoine, mise en scène Éric Génovèse, Théâtre du Vieux-Colombier
- 2013 : Candide de Voltaire, mise en scène Emmanuel Daumas, Studio-Théâtre
- 2014 : Le Tartuffe ou l'Imposteur de Molière, mise en scène Galin Stoev, Salle Richelieu
- 2015 : Roméo et Juliette de William Shakespeare, mise en scène Eric Ruf, Salle Richelieu
- 2020 : Le Côté de Guermantes de Marcel Proust, adaptation et mise en scène Christophe Honoré, théâtre Marigny
- 2022 : Le Tartuffe ou l'Hypocrite de Molière, mise en scène Ivo van Hove, Salle Richelieu

### Metteur en scène
- 1978 : Haute Surveillance de Jean Genet, Théâtre du Coupe-Chou Beaubourg
- 2006 : Saint François, le divin jongleur de Dario Fo, Studio-Théâtre
- 2008 : Les garçons et Guillaume, à table ! de Guillaume Gallienne, Théâtre de l'Ouest parisien
- 2009 : Le Monde selon Bulle d'Agathe de La Boulaye,   Théâtre de l'Ouest parisien